# Iriver

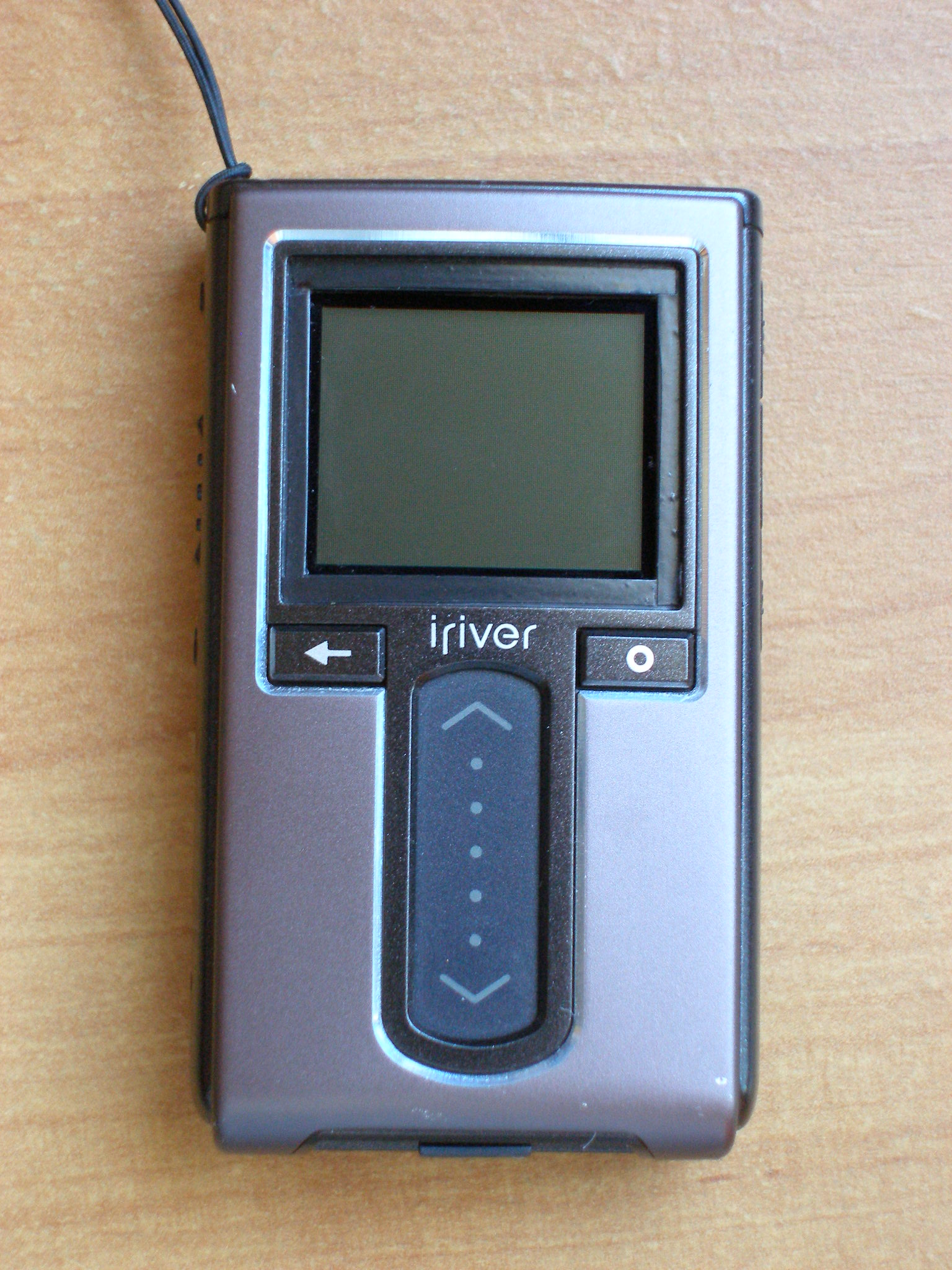
De iriver H10.

Iriver (oorspronkelijk iRiver) is een merknaam van het Zuid-Koreaanse bedrijf Reigncom Limited. Iriver houdt zich sinds haar oprichting in 1999 bezig met de digitale-entertainmentindustrie.
Het bedrijf fabriceert onder andere enkele technologisch geavanceerde consumentenproducten op het gebied van digitale muziek, waaronder draagbare cd-spelers en apparaten waarop de gebruiker muziekbestanden in mp3- en Ogg Vorbis-formaat kan beluisteren.